# Capotille
Capotille (en criollo haitiano Kapotiy) es una comuna de Haití, que está situada en el distrito de Juana Méndez, del departamento de Noreste.

## Secciones
Está formado por las secciones de:
- Capotille (que abarca la villa de Capotille)
- Lamine

## Demografía
| Gráfica de evolución demográfica de Capotille entre 2009 y 2015 |
|                                                                 |

Los datos demográficos contemplados en este gráfico de la comuna de Capotille son estimaciones que se han cogido de 2009 a 2015 de la página del Instituto Haitiano de Estadística e Informática (IHSI). 